# Martín Bernat

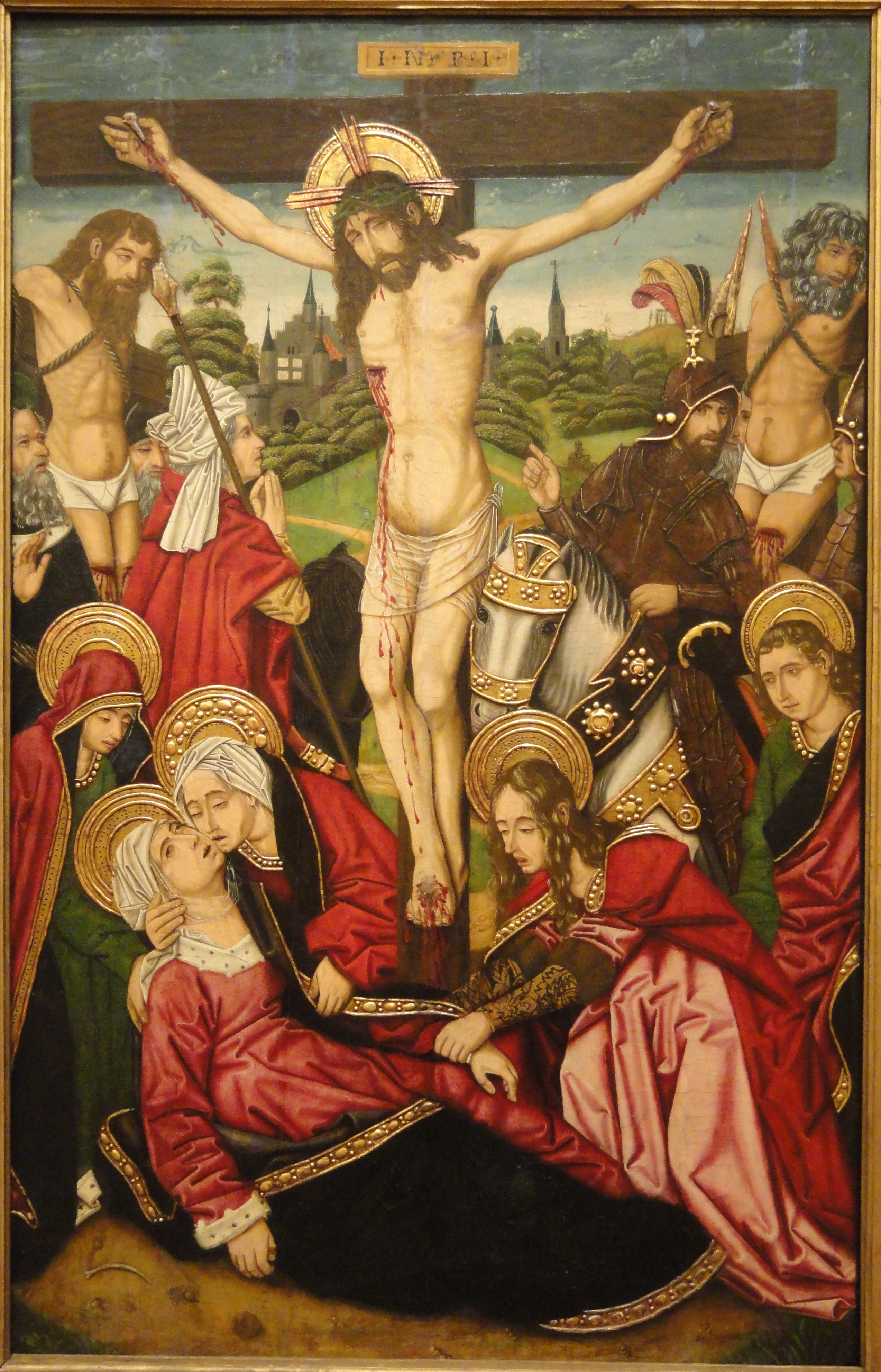
Crucifixión, 1480-1490, óleo sobre tabla (147,32 x 94,93 cm), Museo de Arte de San Diego.

Martín Bernat (fl. 1450 -1505), fue un pintor gótico español de estilo hispano flamenco, activo en Zaragoza donde colaboró con Bartolomé Bermejo.

## Biografía y obra
Hijo de otro pintor de igual nombre, documentado entre 1454 y 1488, consta que en 1477 titulándose «escudero, pintor, habitant de Çaragoça», se comprometió a terminar en el plazo de dos años el retablo mayor de Santo Domingo de Silos de Daroca dejado inconcluso por Bartolomé Bermejo. Del retablo, probablemente desmantelado en el siglo XVIII a raíz de un incendio sufrido por la iglesia, se conservan en el Museo del Prado la tabla central con la efigie de su titular, probablemente la única terminada íntegramente por Bermejo, y la que representa al rey Fernando I de Castilla acogiendo a Santo Domingo de Silos, que según la documentación sería obra de Bernat concluida o retocada por Bermejo en las encarnaciones. 
Entre 1479 y 1484 aparece nuevamente documentado en unión de Bartolomé Bermejo ocupado en la restauración de la policromía del retablo mayor de la Seo y en la pintura del retablo de Juan Lobera para la capilla de la Visitación del Pilar de Zaragoza, al que podría pertenecer una tabla del Milagro de la Nieve de colección privada dada a conocer recientemente. 
Esta colaboración dejará una profunda huella en Bernat y, en términos generales, en la pintura aragonesa de finales del siglo XV, donde la tipología  del santo entronizado creada por Bartolomé Bermejo en el Santo Domingo de Daroca se repite con frecuencia, especialmente en obras atribuidas a Bernat o a su círculo, como son el San Victorián entre san Gaudioso y san Nazario de la catedral de Barbastro o el San Blas entre san Vicente y san Lorenzo de la parroquia de Santa María Magdalena de Lécera.

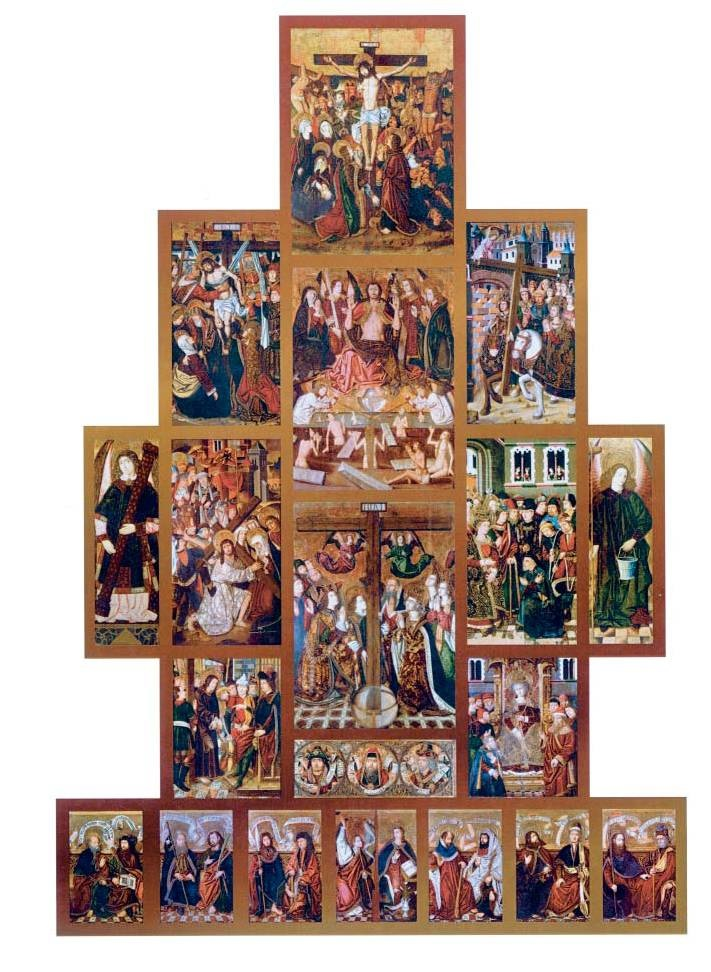
Recomposición general del retablo de la Santa Cruz de Blesa (Museo de Zaragoza)

Asociado con Miguel Ximénez contrató en 1485 el retablo mayor de la iglesia parroquial de Blesa (Teruel) dedicado a la Leyenda de la Santa Cruz, actualmente en el Museo de Zaragoza salvo algunos fragmentos menores de su guardapolvos. El hecho de que la mayoría de los pagos fuesen destinados a Ximénez, quien en 1487 cobraba ya en solitario, hace pensar que la participación de Bernat fuese menor. A él y a su taller se atribuyen en este retablo las tablas de más fuerte carácter «primitivo» y mayor proximidad a Bermejo, que son las localizadas en el sotabanco, con la representación de una serie de profetas, y las de la calle lateral derecha, destinada a la Pasión de Cristo, con las escenas de Jesús ante Caifás, Jesús con la cruz a cuestas y Descendimiento.
Ambos pintores, con talleres independientes pero frecuentemente asociados en obras de envergadura, volvieron a concertarse en 1489 para contratar el retablo de Todos los Santos para los agustinos de Zaragoza, obra perdida de la que se sabe que para su ejecución los dos pintores viajaron a Barcelona en compañía de un fraile del convento aragonés, con el fin de estudiar el retablo mayor de San Agustín, obra de Jaume Huguet. Un año después entró en contacto con el pintor castellano Fernando del Rincón, firmando un pacto de asociación para eventuales colaboraciones.
La documentación conservada, referida a un elevado número de contratos, indica que Bernat gozó de excelente reputación y pudo mantener un taller fecundo, cuya huella se advierte en numerosos retablos del ámbito aragonés, sin embargo las únicas obras documentadas y conservadas, con la salvedad del retablo de Blesa, son ya tardías, ambas de 1493 y mencionadas en las capitulaciones matrimoniales del pintor con María de Soria. Se trata de los retablos para la capilla de los Talavera o de la Purificación en la catedral de Tarazona, con interesantes alegorías de las Virtudes y las Artes Liberales pintadas en grisalla, y el de la iglesia de San Juan Bautista de Zaidín, del que se conserva la tabla central en el Museo de Lérida.